# Мороз Ігор Петрович
Ігор Петрович Мороз (9 серпня 1947, с. Чабарівка, нині Гусятинського району Тернопільської області — 28 серпня 2009, м. Тернопіль) — український журналіст, видавець. Заслужений журналіст України (1996).

## Життєпис
У 1976 році закінчив факультет журналістики Львівського національного університету, у 1981 році Вищу партійну школу у Києві.
1965-1970 — літературний працівник Гусятинської районної газети, 1970-1975 — кореспондент Чортківської районної газети, 1975-1981 — заступник редактора Зборівської районної газети. 1981-1983 — власний кореспондент газети «Вільне життя» у Зборівському і Кременецькому районах.
1983-1989 — головний редактор бучацької районної газети «Перемога» (нині — «Нова доба»), 1989-1997 — редактор борщівської районної газети «Надзбручанська правда» (згодом — «За вільний край»).
Працював власним кореспондентом газети «Свобода» у Заліщицькому і Борщівському районах.
Від 1989 — керівник пресслужби Тернопільської обласної ради, завідувач відділу зв'язків із ЗМІ, політичними і громадськими організаціями виконавчого апарату, головний редактор вісника Тернопільської обласної ради «Рада».
Від квітня 2004 — директор видавництва «Економічна думка» ТАНГ (нині ЗУНУ), помічник ректора ТАНГ із видавничої діяльності.